# Primula minima
Primula minima är en viveväxtart som beskrevs av Carl von Linné. Primula minima ingår i släktet vivor, och familjen viveväxter. Inga underarter finns listade i Catalogue of Life.

## Bildgalleri

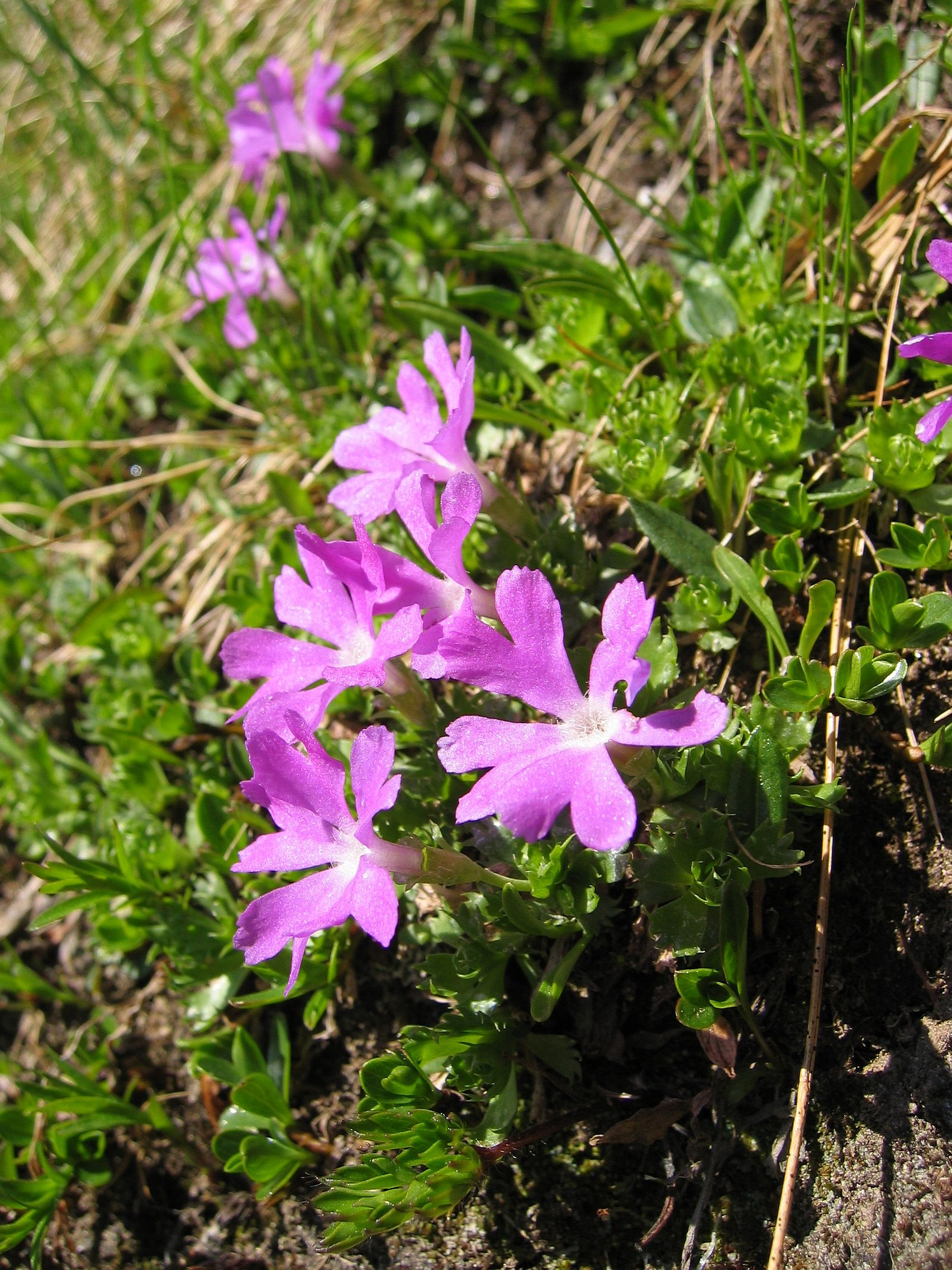
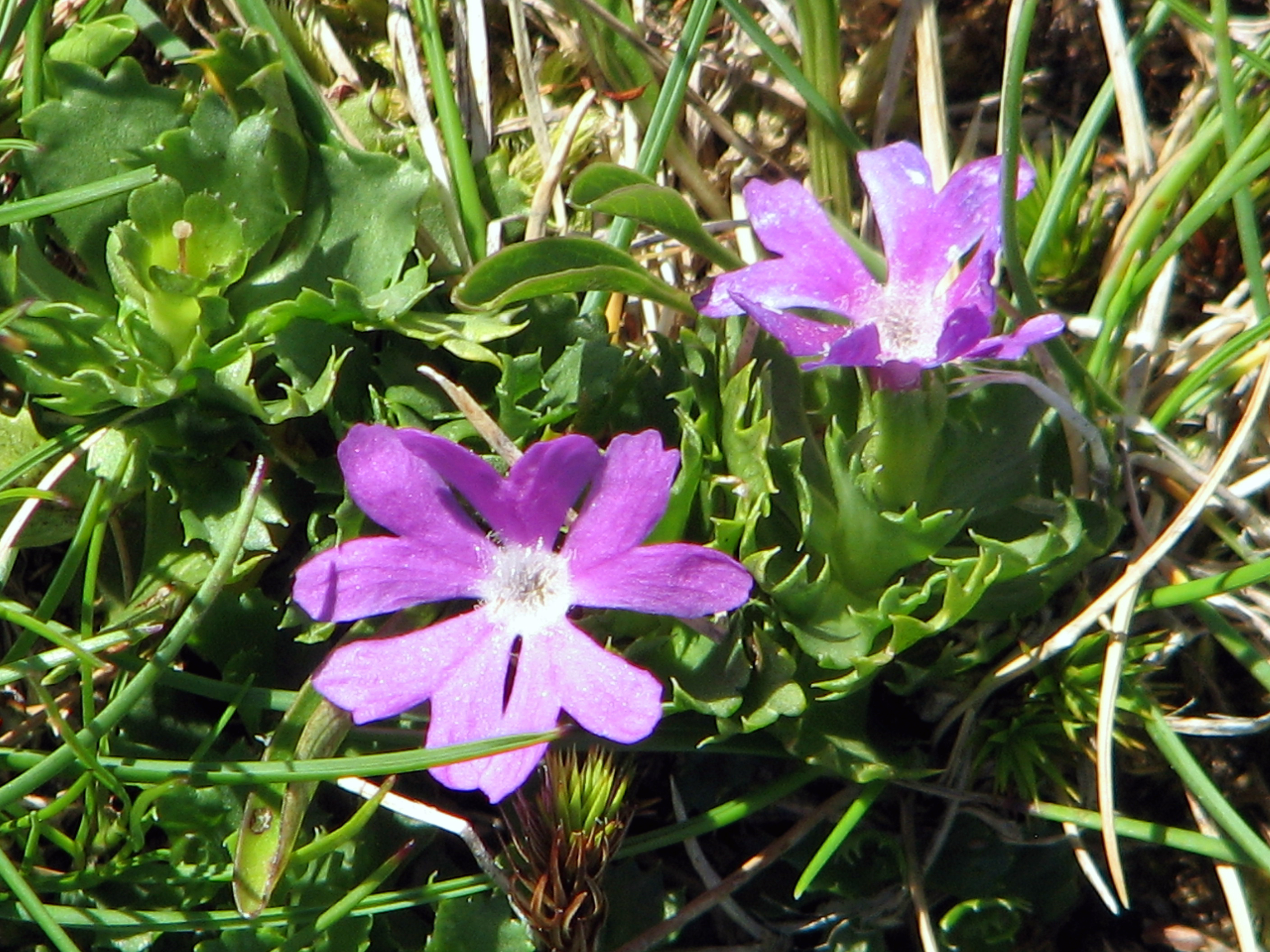
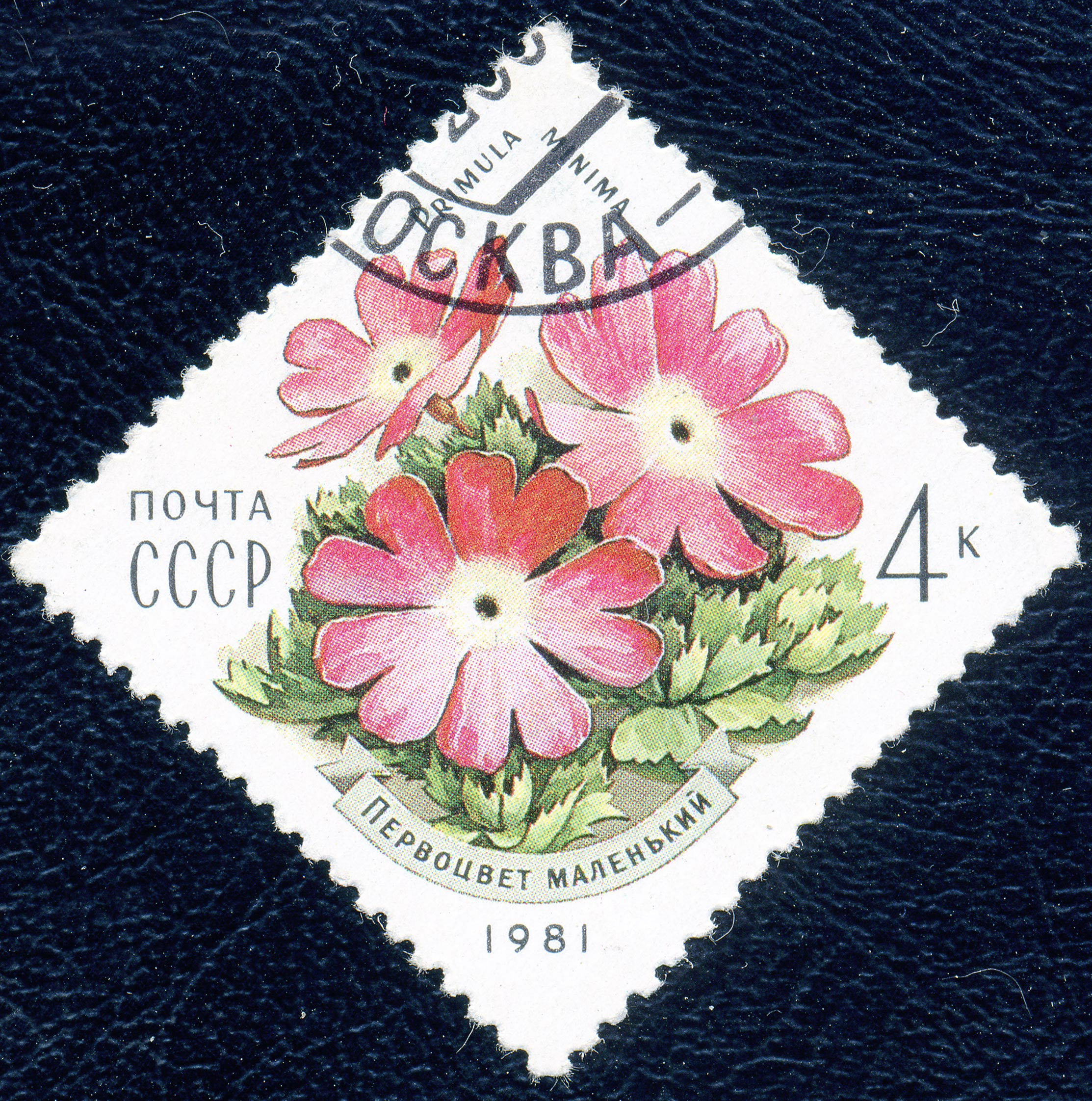
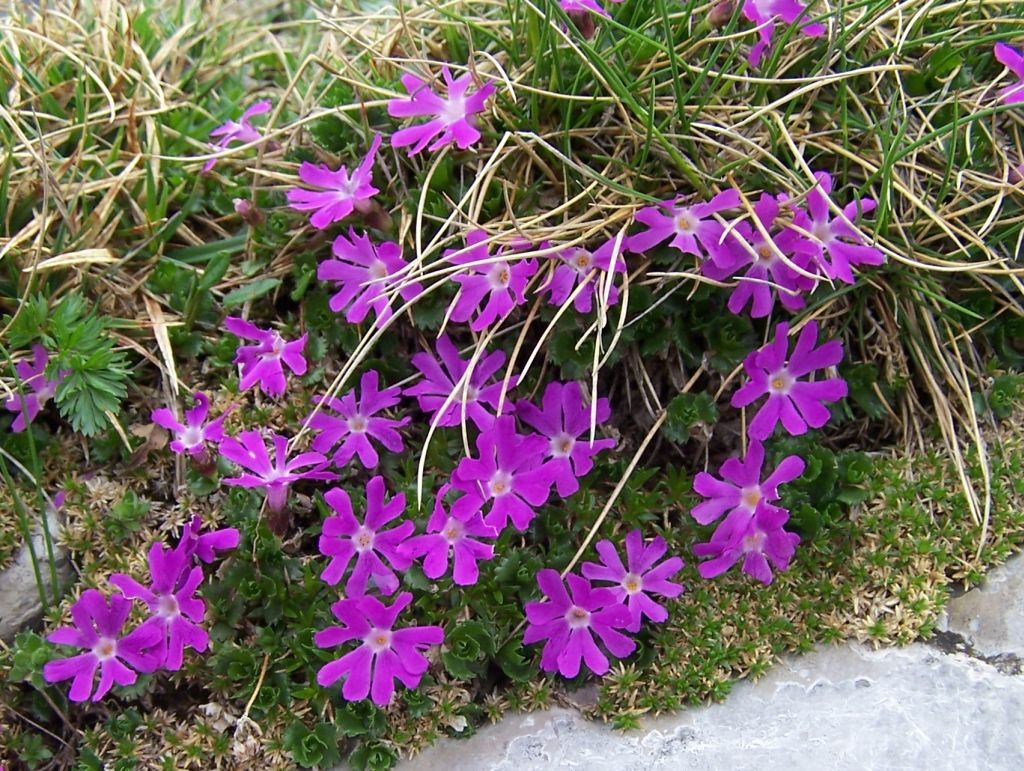
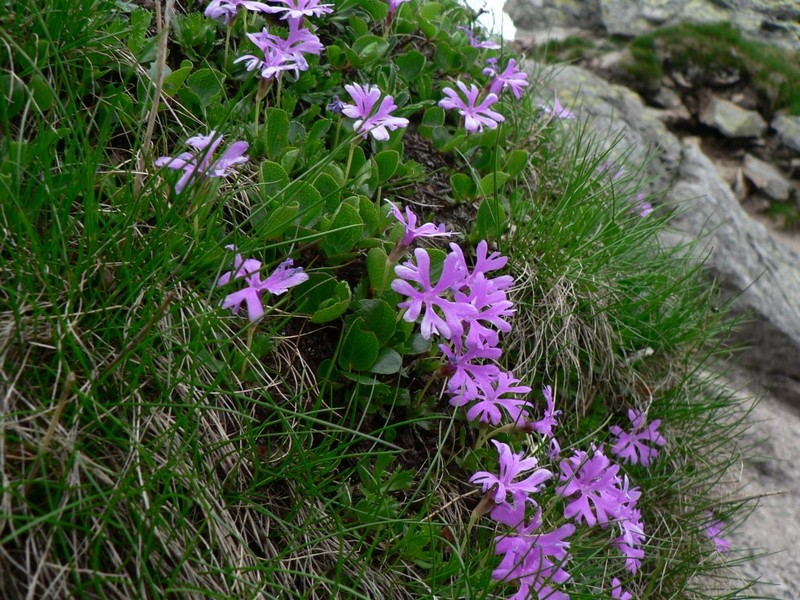
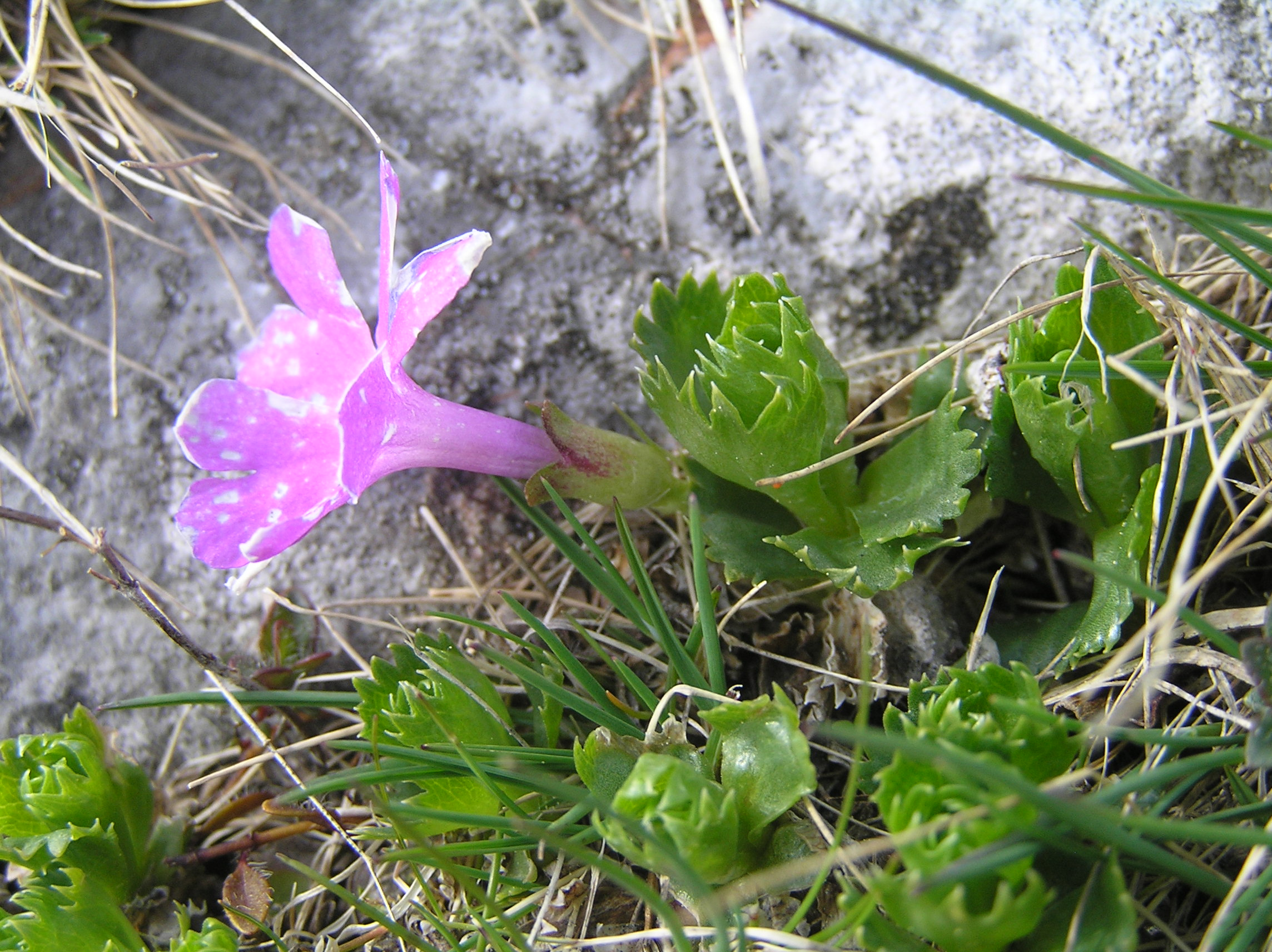